# Saint-Georges-d’Orques
Saint-Georges-d’Orques (okzitanisch Sant Jòrdi d’Òrcas) ist eine französische Gemeinde im Département Hérault in der Region Okzitanien. Sie hat 5707 Einwohner (Stand: 1. Januar 2022) und gehört zum Arrondissement Montpellier sowie zum Kanton Pignan. Die Einwohner werden Saint-Georgiens genannt.

## Geographie
Saint-Georges-d’Orques liegt etwa acht Kilometer westlich von Montpellier am Fuß des Gardiolemassivs. Umgeben wird Saint-Georges-d’Orques von den Nachbargemeinden Grabels im Norden, Juvignac im Osten, Lavérune im Süden, Pignan im Südwesten, Murviel-lès-Montpellier im Westen und Montarnaud im Nordwesten.
Saint-Georges-d’Orques gehört zum Weinbaugebiet Vin de pays des Collines de la Moure.
Hier endet derzeit die Autoroute A750.

## Bevölkerungsentwicklung
| 1962 | 1968 | 1975 | 1982 | 1990 | 1999 | 2006 | 2017 |
| ---- | ---- | ---- | ---- | ---- | ---- | ---- | ---- |
| 1000 | 1091 | 1757 | 2727 | 3567 | 4398 | 5040 | 5397 |